# 伊福部崇
伊福部 崇（いふくべ たかし、1975年8月3日 - ）は、日本の放送作家、脚本家、ミュージシャン。
北海道札幌市出身。アトミックモンキー所属。作曲家の伊福部昭は大叔父に当たる。

## 略歴・人物
北海道札幌平岸高等学校卒業、大阪芸術大学芸術学部芸術計画学科中退。在学中はマスコミ研究会に所属。当時のニックネームはJJ。そのサークルで先輩であった鷲崎健と出会い、音楽ユニット「ポアロ」を結成。ボーカルと作詞を担当。高校時代には電気グルーヴのオールナイトニッポンに「よろめき奥さん」のペンネームでハガキ職人として投稿していた。
主にアニラジの構成を手掛ける他、イベント司会や脚本も行い、学校法人東放学園では講師を務めている。一般的に放送作家は番組中に登場しないが、伊福部の場合は笑い声や補足等の発言を多く行っている。『おしゃべりやってまーす』金曜日では、通常のカメラと「小野坂監視カメラ」のどちらで見ても、姿がよく映されている。番組内のクイズなどの読み上げを伊福部が担当していることも多い。また小野坂昌也と親交が深く、小野坂が出演するラジオで多く作家を務め、過去3回にわたりコントライブをプロデュースしている。
サクラ大戦 有楽町帝撃通信局参加時に、当時の局側ディレクターと番組の運営方針によって対立して騒動となり、双方ともに解決を見ることができなかったために、ニッポン放送に出入り禁止になっていたが、現在は『佐藤満春・伊福部崇の大喜利オールナイトニッポンモバイル』などニッポン放送関連の仕事も行っている。
過去いくつかの番組で榎本温子と関わった事から、「テウチライブシリーズ」にも深く関わっている。同ライブは榎本の他に樹元オリエ、五條真由美、うちやえゆかを発起人および主要メンバーとして据えており、伊福部はサポートメンバーとしてライブの構成を手がけ、時においてはバックバンドメンバーも担当している。また同ライブでは彼女ら4人の楽曲に依らないトークコーナーが設定されており、伊福部は時々ではあるが同コーナーの司会者として、このライブのステージに上がる事がある。同ライブでの愛称はべっち。
2019年12月31日、声優の洲崎綾と結婚したことを発表した。

## 作品

### ラジオ

#### 構成

##### 現在
- おしゃべりやってまーす 第5放送[8]（2009年4月20日 - ）
- THE IDOLM@STER MillionRADIO[8]（2013年 - ）
- 柿原徹也と入江玲於奈のメガトレ・ステーション !!![8]（2014年 - ）
- 洲崎綾の「手づくる」ラジオ（2020年 - 、ニコニコチャンネル※）[9]※洲崎個人による配信チャンネル

##### 過去
- サクラ大戦 有楽町帝撃通信局（ニッポン放送、サブ作家）
- 古本新之輔 ちゃぱらすかWOO!（水曜日）
- ラジオ・スーパーロボット魂（パーソナリティ: 水木一郎、影山ヒロノブ、鈴木真仁）
- 小野坂・桃井のバーチャラジオ電脳戦隊モモンガー
- 岩田光央と草地章江のふたりH
- ヘキサムーンガーディアンズ 喜久子・麻里安のお月様にお願い!
- まゆみ、あつこ、まりあのトライアングルセッション
- 小野坂・浅倉gaはぴぱら
- 坂本真綾のエスカフローネアイズ
- やまとなでしこの脱! やまとなでしこ宣言!
- 三重野瞳 Baby Leaf
- 〜電童's WAVE〜三重野瞳のGEAR情報部
- 坂本真綾のLucy's Radio Show!
- BGP RADIO SHOW! 波多野・今井のなまちゅ〜
- SOMETHING DREAMS マルチメディアカウントダウン
- 超機動放送アニゲマスター
- 榎本温子のらじお・む〜
- 山本麻里安のはにわマイハウス
- .hack//RadioRadio B
  - .hack//Radio 綾子・真澄のすみすみナイト
- AIMの意外と癒します
- 低俗霊DAYDREAM 深小姫のMIDNIGHT DREAM（ゴクラク!もえもえステーション内）
- おしゃべりやってまーす 木曜日（2005年4月 - 2009年4月12日）
- Solty Reidio
- 良子と羽衣の姫様放送局
- ウィッチブレイディオ
- マジカノ放送局
- true tears ゆいとさくらの てぃあらじ
- ちょこッと☆らじお!
- ガラスの艦隊 疾風のクレイディオ
- おTOKKOのRADIO
- 桃井はるこのらじお☆UP DATE
- 瀬戸の花嫁 嫁入りラジオ
- ロミジュリ×レイディオ
- 音泉突破グレンラガンラジオ
- 鳥海勝美&千葉一伸のラジオ 夜のコーディネイターアワー
  - 鳥海勝美&千葉一伸の夜のサンライズアワー
- 真名&うっちぃの ギガンティック☆4U
- DRAGONAUT STATION ISDA情報局
- 宮崎羽衣のナイトういういざーど
- 未祐とさくらのAYAKASHI R
- わんだー☆らじお
- 羽衣と裕佳梨のまかでみ☆RADIO
- AXLラジオ[10]
  - AXLラジオ「Like a Butler」〜高額院放送部〜
  - AXLラジオ「愛しい対象の護り方」 私立白嶺学園放送部!
  - AXLラジオ「Dolphin Divers」公立凪ノ海事訓練校放送部!
  - AXLラジオ「百花繚乱エリクシル」ミルトス放送局!
  - AXLラジオ「レーシャル・マージ」王立選抜学院 放送部!
  - AXLラジオ「あやかしコントラクト」宝泉守町放送局!
  - 「恋する乙女と守護の楯 ～薔薇の聖母～」紫法院学園 放送部!
  - AXL RADIO 王の耳には届かない バーレ村放送局！
- 君のぞらじお eternity
- マブラヴラジオ アンリミテッド
- ファイト一発！充電ちゃん!!　天才・ぷらぐの元気が出るラヂオ!!
- 小野坂昌也のSay!You Young
- 神谷浩史のオールナイトニッポンR
- 朴璐美・宮野真守のポケ声ファイト!（文化放送）
- プレステージナイト キラキラ吾郎（ラジオ大阪）（三重野瞳産休中に代役で担当)
- 漢氣戦士リュウジリオン（HiBiKi Radio Station）
- THE IDOLM@STER STATION!!!（ラジオ大阪）
- 恋愛ラボRADIO（北陸放送ほか）
- せいやん・YURIAの 美少女ゲームは嫌い（ラジオ大阪）
- 智一・美樹のラジオビッグバン（文化放送）
- EMERGENCY the RADIO[8]（超!A&G+）
- ユニゾン! 木曜構成作家[8]（文化放送）
- 先史文明中央情報管理局広報部ファイン！[8]（音泉）
- B-PROJECT TVアニメ公式WEBラジオ レコメン＊アンビシャス[8]（公式サイト）
- ミリラジ まえのり[8]（2016年 - 2017年）
- ラジオ『ヒナまつり』 Little Song へようこそ!（2018年）
- ユニゾン!～ジェネレーション～ 木曜構成作家（2018年）

#### パーソナリティ
※はインターネット配信。
- 大喜利四賢者の「オレたちしんけんじゃ!」
- 星空サンライズ
- 伊福部崇のラジオのラジオ
- 伊福部・向のラジオ☆スターダストボーイズ
- ニューにゅうNEW YOUNG（「NEW TAKASHI」名義）

#### パーソナリティ兼構成
- 小野坂・伊福部のUNHAPPY
- 真・感覚ラジオ番組 小野坂・伊福部のyoungやんぐヤング
- ポアロのミッドナイトジャパン
- ポアロのあと何分あるの?

#### ディレクター兼構成
- SMGTV -白石稔の元気になるテレビ-
- 昌也・真澄のバクバクON AIR!

#### ラジオCD
- ラジオ・スーパーロボット魂CD VOL.1 - 3
- ラジオ・ビッグバン CDでポン!
- ポアロのあと何分あるの? vol.1 - 5

### テレビ
- マジカル頭脳パワー!!
- 前略ヒロミ様
- 快進撃TVうたえモン ※ 水木一郎1000曲ライブのメイン構成及びコーナーMC
- 明日の歳時記
- アニメ天国
- 文化放送開局50周年記念 DREAM POWER 2001

#### インターネットテレビ
- 機動戦士ガンダムSEED DESTINY「SEED120%」
- あつことまりあのマリオン学院放送部
- SMILY☆SPIKYの「なまはこっうぇ!」

### 脚本

#### ドラマCD
- あかほり外道アワーらぶげ ドラマCD Vol.1 - 2
- Landreaall
- Good Morning ティーチャー
- Nursery Rhyme -ナーサリィ☆ライム- ドラマCD「Life is sweet」
- 岸和田博士の科学的愛情
- ボイスラッガー外伝

#### アニメ
- あかほり外道アワーらぶげ（第4話、第5話、第8話、第11話）
- LEMON ANGEL PROJECT（第7話、第10話）
- プリティーリズム・オーロラドリーム（第3話、第8話、第15話、第19話、第27話、第32話、第40話、第47話）
- プリティーリズム・ディアマイフューチャー（第7話、第10話、第14話、第19話、第24話、第27話、第36話、第39話、第44話）
- LINE TOWN
- B-PROJECT〜鼓動*アンビシャス〜（第4話）
- ラブ米 -WE LOVE RICE-[11]
- GETUP! GETLIVE! #げらげら（アニメシリーズ構成）

#### 舞台
- マッハ・レコーディング a GoGo!!（劇団ヘロヘロQカムパニー）
- ヘロヘロ大パニックバレルナキケン（劇団ヘロヘロQカムパニー）
- メイド喫茶の神様
- それかおじゃん。（SMILY☆SPIKY）
- ホタエナッ！！〜Who Killed Ryoma?〜（劇団ヘロヘロQカムパニー）

### 作詞
- おねがい♪マイメロディ きららっ★
  - きらきらキララ☆彡（オープニングテーマ）
  - 星空ハヤトチリ （エンディングテーマ）
- しあわせさん（しあわせクロワッサン〈井上喜久子 & 山本麻里安〉）
- 天使は瞳の中に（田村ゆかり）
- A HOUSE OF LOVE（榎本温子）
- あかほり外道アワーらぶげ オリジナルサントラ&キャラクターソング集
- THE IDOLM@STER STATION!!!オープニングテーマ（浅倉杏美、原由実、沼倉愛美）
  - ぜんぜんあいたい
  - in WonderRadio
- THE IDOLM@STER MillionRADIOテーマ曲 （春日未来 声-山崎はるか、最上静香 声-田所あずさ、箱崎星梨花 声-麻倉もも）
  - U・N・M・E・I ライブ
  - ターンオンタイム！
  - ENDLESS TOUR
  - SECOND LIVINGROOM
  - さんぶんのいち
- Home is a coming now!（横山奈緒 声-渡部優衣）
- サカサマノソラ（うちやえゆか・五條真由美）

### 雑誌
- ケロケロエース - 投稿コーナー「大喜利の達人」で、「大喜利四賢者」の一人を担当。

### 監督
- 無論拳